# Monte-Carlo Rolex Masters 2017
Monte Carlo Masters 2017 là một giải thi đấu quần vợt nam chuyên nghiệp, khởi tranh từ ngày 16 tháng đến 23 tháng tư 2017, trên mặt sân đất nện trong nhà. Đây là giải đấu thứ 111 của Monte Carlo Masters, và được Rolex tài trợ lần thứ chín. Giải đấu sẽ diễn ra ở Monte Carlo Country Club tại Roquebrune-Cap-Martin, Pháp (mặc dù tính như Monte Carlo, Monaco).

## Cách tính điểm
Bởi vì Monte Carlo Masters là giải không bắt buộc Masters 1000 sự kiện đặc biệt quy tắc về điểm phân phối đang ở trong vị trí. Monte Carlo Masters được tính trong thành tích của các tay vợt là giải 500, trong khi đó điểm được phân phối như Masters 1000.
| Event         | W     | F   | SF  | QF  | Round of 16 | Round of 32 | Round of 64 | Q  | Q2 | Q1 |
| Men's Singles | 1,000 | 600 | 360 | 180 | 90          | 45          | 10          | 25 | 16 | 0  |
| Men's Doubles | 1,000 | 600 | 360 | 180 | 90          | 45          | 0           | —  | —  | —  |

## Vận động viên của ATP

### Hạt giống
| Quốc gia | Tay vợt               | Xếp hạng | Hạt giống |
| -------- | --------------------- | -------- | --------- |
| GBR      | Andy Murray           | 1        | 1         |
| SRB      | Novak Djokovic        | 2        | 2         |
| SUI      | Stan Wawrinka         | 3        | 3         |
| ESP      | Rafael Nadal          | 5        | 4         |
| CAN      | Milos Raonic          | 6        | 5         |
| CRO      | Marin Čilić           | 8        | 6         |
| AUT      | Dominic Thiem         | 9        | 7         |
| FRA      | Jo-Wilfried Tsonga    | 10       | 8         |
| FRA      | Gaël Monfils          | 11       | 9         |
| BUL      | Grigor Dimitrov       | 12       | 10        |
| CZE      | Tomáš Berdych         | 13       | 11        |
| BEL      | David Goffin          | 14       | 12        |
| AUS      | Nick Kyrgios          | 15       | 13        |
| FRA      | Lucas Pouille         | 17       | 14        |
| ESP      | Roberto Bautista Agut | 18       | 15        |
| ESP      | Pablo Carreño Busta   | 19       | 16        |

- Bao gồm các Hạt giống. Bảng xếp hạng và hạt giống dựa trên bảng xếp hạng ATP tính đến ngày 10 tháng 4 năm 2017.

### Vận động viên khác
Wildcard:
- Jérémy Chardy
- Borna Ćorić
- Casper Ruud
- Andreas Seppi

Vượt qua vòng loại:
- Carlos Berlocq
- Guillermo García López
- Martin Kližan
- Andrey Kuznetsov
- Adrian Mannarino
- Renzo Olivo
- Jan-Lennard Struff

### Rút lui
Trước giải đấu
- David Ferrer →thay thế bởi  Daniil Medvedev
- Richard Gasquet →thay thế bởi  Nikoloz Basilashvili
- Nick Kyrgios →thay thế bởi  Federico Delbonis
- Gaël Monfils →thay thế bởi  Nicolás Almagro
- Milos Raonic →thay thế bởi  Tommy Robredo

## Các cặp đánh đôi

### Hạt giống
| Quốc gia | Tay vợt               | Quốc gia | Tay vợt           | Xếp hạng | Hạt giống |
| -------- | --------------------- | -------- | ----------------- | -------- | --------- |
| FIN      | Henri Kontinen        | AUS      | John Peers        | 3        | 1         |
| FRA      | Pierre-Hugues Herbert | FRA      | Nicolas Mahut     | 12       | 2         |
| GBR      | Jamie Murray          | BRA      | Bruno Soares      | 17       | 3         |
| POL      | Łukasz Kubot          | BRA      | Marcelo Melo      | 19       | 4         |
| RSA      | Raven Klaasen         | Hoa Kỳ   | Rajeev Ram        | 23       | 5         |
| CRO      | Ivan Dodig            | ESP      | Marcel Granollers | 27       | 6         |
| ESP      | Feliciano López       | ESP      | Marc López        | 31       | 7         |
| NED      | Jean-Julien Rojer     | ROU      | Horia Tecău       | 35       | 8         |

- Thứ hạng tính đến ngày 10 tháng tư, 2017

### Vận động viên khác
Wildcard:
- Romain Arneodo /  Hugo Nys
- Grigor Dimitrov /  Nenad Zimonjić

## Nhà vô địch

### Đơn nam
- Rafael Nadal đánh bại  Albert Ramos Viñolas, 6-1, 6-3

### Đôi nam
- Rohan Bopanna /  Pablo Cuevas đánh bại  Feliciano López /  Marc López, 6–3, 3–6, [10–4]